# Deopalpus rubidus
Deopalpus rubidus är en tvåvingeart som beskrevs av Gonzalez 1992. Deopalpus rubidus ingår i släktet Deopalpus och familjen parasitflugor. Inga underarter finns listade i Catalogue of Life.